# Telecomunicaciones de Cuba
Las telecomunicaciones de Cuba inician con el funcionamiento del primer telégrafo y se modernizan en 1882 con la introducción de la telefonía, en 1922 comienza a operar la primera estación de Radio.

## Telégrafo
A mediados del siglo XIX se utilizaba la telegrafía, que fue reemplazada por la telefonía en 1882. A inicios del siglo XX se planeaba comenzar a utilizar telegrafía inalámbrica.

## Radio
La radio en Cuba inicia en forma experimental entre 1922 a 1929, con la estación 2LC y el 10 de octubre de 1922 inicia operaciones la Estación PWX2.
Hoy en día el Sistema de Radio Cubana o Radio Cubana se encarga de la administración de la radio pública cubana, En la actualidad, Radio Cubana maneja 96 emisoras (entre nacionales, provinciales y locales).
Las emisoras privadas en cuba, también proporciona para la descentralización de las comunicaciones de la Radiodifusión del país. 
Para funcionar una emisora privada en cuba, requiere unos contratos de licencia que estaría entre 10 a 20 años de concesión y debe pagar varios impuestos que pueda aumentar para pagar esta licencia al beneficiario, a continuar su explotación radioeléctrico.
En la actualidad hay 7 emisoras privadas con concesiones del estado, por un periodo máximo de 10 años, esto surge las políticas de privatización que impulsa el gobierno desde 2005. Estos son las emisoras que estaría privatizadas, que le ayuda a mejorar las comunicaciones, independiente de cualquier tildo político y debe cumplir las leyes de comunicación como transmitir el mensaje anual del gobierno, establecer las empresas cooperativas privados, por cuenta propia, impulsar el desarrollo en establecer comerciales publicitarios nacionales e internacionales y mejorar la infraestructura en las emisoras radiales. 
- Radio Virtual de Sancti Spíritus.
- Cadena Nacional Coco de La Habana.
- Radio la 26 de Matanzas.
- Radio Angulo de Holguín.
- Emisoras HOT de Camagüey.
- Radio Juvenil de San José de las Lajas.

Estas emisoras no se puede crear emisoras de red o cadenas de radio porque no tiene avance, o no tiene leyes de establecer una cadena de emisoras, pero si puede transmitir vía internet y algunas frecuencias en las zonas más cercanas.

## Telefonía
En 1881 comienza a funcionar el servicio telefónico en La Habana y la primera central telefónica inicia operaciones en 1882. La primera conversación telefónica en castellano se realiza en La Habana, en octubre de 1877, apenas tan solo 7 meses después de que Alexander Graham Bell le fuera otorgada la patente de su teléfono. 
El primer servicio telefónico fue inaugurado en La Habana el 6 de marzo de 1882, después que se fuera subastado durante largo tiempo los derechos a la construcción del mismo.
En 1888 se le otorgan los privilegios de las transmisiones telefónicas a la empresa Red Telefónica de La Habana, S.A., compañía que logró instalar 1500 teléfonos en un periodo de una década.
Con la creación en 1994 de la Empresa de Telecomunicaciones de Cuba (ETECSA) S.A. se inició la modernización de la obsoleta red de transmisión nacional con la construcción del Sistema Nacional de Fibra Óptica y comenzar el proceso para lograr una completa digitalización de la telefonía.

### Telefonía móvil
La telefonía móvil inicia con CUBACEL S.A. usando sistemas 3G, servicio que llegó a la isla a finales de marzo de 2017 y no estaba disponible para todas las zonas del país.
En marzo de 2021, Etecsa anunció en Facebook que el sistema 4G llegó a todos los municipios del país.

## Televisión
El 24 de octubre de 1950 comienza la televisión cubana cuando Unión Radio Televisión lanzó al aire la primera señal de televisión comercial en Cuba el por el Canal 4. En 1951 inicia operaciones el Canal 6. Hoy en día hay 7 canales en operación: Cubavisión, Tele Rebelde, Canal Educativo, Canal Educativo 2 y Multivisión, Canal Clave (TDT), Canal Infantil (TDT) . 
En 1958 el país contaba con 25 transmisores de televisión con una potencia de 150,5 kW, instalados en La Habana, Matanzas, Santa Clara, Ciego de Ávila, Camagüey, Holguín y Santiago de Cuba. 
El servicio estaba organizado en tres cadenas nacionales con 7 transmisores cada una. 
Estas eran CMQ Televisión, Unión Radio Televisión y Telemundo. 
Los 4 transmisores restantes estaban instalados, 3 en La Habana y 1 en Camagüey.
La televisión privada es la mejoría de las comunicaciones y el gobierno cubano propuso desde 2008, mediante las políticas de privatización en establecer a los canales locales de Miami y distribuir las señales para todo el territorio cubano, en esto se le otorgó las concesiones a América TeVe y Mega TV como canales privados no nacionales; aunque no tiene concesiones de licencia en señal abierta, se puede transmitir las señales por la televisión de cable, internet y satélite. 
En cuanto a la televisión por suscripción lo tiene telecable internacional que es de la corporación cimex solo para los extranjeros de la isla.

## Internet
La primera conexión a internet en Cuba se realizó en septiembre de 1996 a 64 kbps. El ancho de banda total entre cuba y el resto del planeta es de solo 209 Mbit/s de subida y 379 Mbps de bajada.
El acceso a la red se realiza únicamente por internet satelital. En 2008 Cuba contaba con 190.000 usuarios privados de Internet. Cuba cuenta con 1351 dominios registrados (.cu) y 2500 sitios Web, de ellos, 135 pertenecientes a los medios de prensa.
En 2011 se concluyó el cable submarino de fibra óptica entre Venezuela y Cuba y comenzó a operar en enero de 2013. conecta a Cuba desde la Guaira a otros países como Jamaica, Haití y Trinidad y Tobago.
El 29 de septiembre de 2017 todos los hogares de Cuba tienen acceso al servicio de Internet.

### Prensa electrónica
La prensa escrita ha migrado al formato electrónico y pueden ser accedidos en forma en línea, al que se han sumado también los blogs.